# الصفوانية (عين العرب)
كورتك شيخان(صفوانية) قرية سوريّة تتبع إداريّاً لمحافظة حلب منطقة عين العرب ناحية صرين، بلغ تعداد سكانها 509 نسمة حسب التعداد السكاني لعام 2004. أغلب ساكنها من أكراد